# Memecylon lushingtonii
Memecylon lushingtonii är en tvåhjärtbladig växtart som beskrevs av James Sykes Gamble. Memecylon lushingtonii ingår i släktet Memecylon och familjen Melastomataceae. Inga underarter finns listade i Catalogue of Life.